# Нове Запоріжжя (Пологівський район)
Нове́ Запорі́жжя — село в Україні, у Воздвижівській сільській громаді Пологівського району Запорізької області. Населення становить 103 осіб. До 2020 року орган місцевого самоврядування  — Добропільська сільська рада.

## Географія
Село Нове Запоріжжя розташоване на правому березі річки Гайчул, вище за течією на відстані 1 км розташоване село Добропілля, нижче за течією примикає село Радісне Синельниківського району Дніпропетровської області. Через село пролягає автошлях регіонального значення Р85.

## Історія
Село засноване 1910 року.
7 (20) листопада 1917 року, відповідно до Третього Універсалу Української Центральної Ради, увійшло до складу Української Народної Республіки.
19 липня 2020 року, в результаті адміністративно-територіальної реформи та ліквідації Гуляйпільського району, село увійшло до складу Пологівського району.
22 червня 2023 року рішенням Національної комісії зі стандартів державної мови віднесено до списку населених пунктів, які «можуть не відповідати лексичним нормам української мови», зокрема стосуватися «російської імперської чи колоніальної політики». Громаді рекомендовано обґрунтувати доцільність збереження поточної назви або запропонувати нову назву в установленому законодавством порядку.

## Населення
Відповідно із переписом УРСР 1989 року чисельність наявного населення села складала 111 осіб, з яких 42 чоловіки та 69 жінок.
За переписом населення України 2001 року в селі мешкало 100 осіб.

### Мова
Розподіл населення за рідною мовою за даними перепису 2001 року:
| Мова       | Кількість | Відсоток |
| ---------- | --------- | -------- |
| українська | 87        | 84.47%   |
| російська  | 10        | 9.70%    |
| білоруська | 6         | 5.83%    |
| Усього     | 103       | 100%     |